# Greußenheim
Greußenheim – miejscowość i gmina w Niemczech, w kraju związkowym Bawaria, w rejencji Dolna Frankonia, w regionie Würzburg, w powiecie Würzburg, wchodzi w skład wspólnoty administracyjnej Hettstadt. Leży około 10 km na zachód od Würzburga, przy drodze B8.

## Demografia
| Rok  | Liczba mieszk. |
| ---- | -------------- |
| 1970 | 1097           |
| 1987 | 1251           |
| 2000 | 1605           |

## Oświata
(na 1999)

W gminie znajduje się 75 miejsc przedszkolnych (z 70 dziećmi).